# Motor boxer de oito cilindros
Jabiru 5100, um motor boxer de 
oito cilindros para uso em aviões.
O motor boxer de oito cilindros ou motor de oito cilindros opostos é um motor boxer com oito cilindros dispostos horizontalmente em duas bancadas de quatro cilindros localizadas em lados opostos do cárter. Os pistões são montados no virabrequim de modo que cada par de pistões se desloque em direção oposta a cada tempo.
O mais famoso motor deste tipo foi o Porsche arrefecido a ar, de 1,5 litros de cilindrada, utilizado na Fórmula 1, que deu origem a versão de 3,0 litros usada no Porsche 908.[carece de fontes?]
Outro exemplo é o australiano Jabiru Aircraft 5100, um motor de 5,1 litros, arrefecido a ar para uso em aviões.
Continental e Lycoming produziram motores para aviação com esta configuração. Os Lycoming IO-720 e Continental IO-720, foram uma série de motores produzidos por várias décadas.